# Alte Kellerjochhütte
Die Kellerjochhütte ist eine private Schutzhütte auf 1846 m ü. A. sie liegt am Kellerjoch (2344 m ü. A.) der Tuxer Alpen im Tiroler Unterinntal bei Schwaz. Sie befindet sich im Raum der Proxenalm an der Westflanke des Berges, etwas unterhalb der heutigen Materialseilbahn.

## Geschichte
Die Hütte wurde am 28. August 1887 von dem 1884 gegründeten Sektion Schwaz des DuOeAV in den Tuxer Alpen eröffnet, aber dann zugunsten der 1908 oberhalb am Grat erbauten (Neuen) Kellerjochhütte (2237 m ü. A.) aufgegeben. Sie war eine der ersten Bergsteigerhütten des Raumes und seinerzeit naturgemäß eine Selbstversorgerhütte. Sie ist aus Stein-Mauerwerk gebaut und hatte eine Stube mit Herd und ein Lager. Sie wird heute nur mehr privat genutzt.